# Ilia Petrovitch Tchaïkovski
Pour les articles homonymes, voir Tchaïkovski (homonymie).
Ilia Petrovitch Tchaïkovski (en russe : Илья Петрович Чайковский), né le 20 juillet 1795 à Slobodskoï:5 dans le Gouvernement de Viatka et mort le 9 janvier 1880 à Saint-Pétersbourg dans l'Empire russe, est un ingénieur des mines, ingénieur civil, ingénieur-général-major. Il est le père du compositeur Piotr Ilitch Tchaïkovski (1840-1893).

## Biographie
Le père d'Ilia Petrovitch était Piotr Fiodorovitch Tchaïkovski, médecin et assesseur au tribunal de Viatka:11. Sa mère s'appelait Anastassia Possokhova. Piotr Fiodorovitch a été reçu à la noblesse héréditaire en 1785 par un oukase de l'impératrice Catherine II:10. Il a été père d'une famille nombreuse dont le dernier fils a été Ilia Petrovitch Tchaïkovski.
En janvier 1795, Piotr Fiodorovitch Tchaïkovski est nommé maire de la ville de Slobodskoï. En décembre 1796, il est transféré à Glazov:11.
Après avoir obtenu son diplôme de l'école de Kirov (Viatka) (1806-1808), le jeune fils Ilia Petrovitch commence à travailler à l'âge de 13 ans dans une usine de construction mécanique de Ijevsk:14.
En 1811, Ilia Petrovitch entre à l'école des cadets de Saint-Pétersbourg. Il termine son cursus après six années et obtient la médaille d'argent:5-6.
Pendant deux ans, il travaille ensuite à Perm comme assistant à la direction des mines:6,88. Il poursuit sa carrière d'ingénieur dans le secteur des mines puis de la construction navale et mécanique dans différentes usines à une époque du début de l'industrialisation et est nommé à titre civil ingénieur-colonel en 1842, puis en 1848 ingénieur-général-major.
En 1858, à 63 ans, il est nommé directeur de l'institut technologique pratique de Saint-Pétersbourg en vue de transformer cet institut en établissement de niveau supérieur. Il prend sa retraite le 8 mars 1863 et meurt le 9 janvier 1880 à Saint-Pétersbourg.

## Récompenses et distinctions
En 1840, il est décoré de l'Ordre de Saint-Stanislas de 3e degré, en 1846 de l'Ordre de Sainte-Anne du 2e degré. En 1861, il est reçu à l'Ordre de Saint-Vladimir du 3e degré.

## Famille

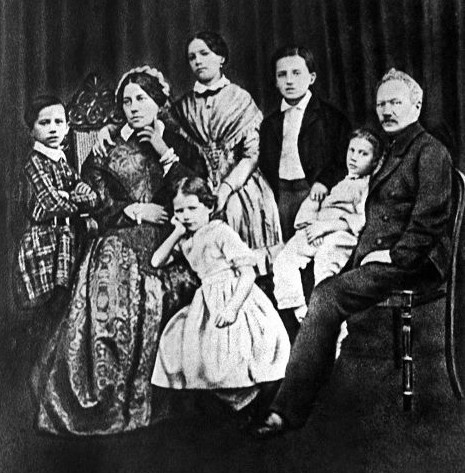
La famille Tchaïkovski en 1848. De gauche à droite: Piotr (le futur compositeur) à l'âge de 8 ans, sa mère assise, Alexandra, sa seconde sœur, Zinaïda (debout), son frère Nikolaï, son frère Hyppolite, le père Ilia Petrovitch Tchaïkovski.

En 1827, Ilia Tchaïkovski épouse Marie Karlovna Kaizer, de laquelle il a eu une fille dénommée Zinaïda. En 1831, il est veuf et en octobre 1833, il épouse en secondes noces Alexandra Andreïevna Acier (1813-1854), fille d'un agent des douanes du nom d'André Mikhaïlovitch Acier et petite-fille du sculpteur français, modeleur à la manufacture de porcelaine de Meissen (Saxe), Michel-Victor Acier,,. Ils ont eu six enfants parmi lesquels le compositeur Piotr Tchaïkovki. Ce mariage heureux est interrompu en juin 1854 par la mort du choléra d'Alexandra Acier. Onze ans plus tard, Ilia Tchaïkovski épousera à l'âge de 70 ans la veuve Elisabeth Mikhaïlovna Alexandrova, née Lipport.
Enfants :
- Zinaïda (1829-1878) (premier mariage) ;
- Nikolaï (1838-1910)[6] (deuxième mariage) ;
- Piotr Ilitch Tchaïkovski (1840-1893) (deuxième mariage) ;
- Alexandra (1842-1891)[7] (deuxième mariage) ;
- Hyppolite (1843-1927)[8] (deuxième mariage) ;
- Anatoli Tchaïkovski (1850-1915)[9] (deuxième mariage) ;
- Modeste Tchaïkovski (1850-1916) (Modeste et Anatoli étaient jumeaux) (deuxième mariage).

## Citation
Le compositeur Piotr Tchaïkovski a écrit à propos de son père Ilia Petrovitch :

« Je ne peux me souvenir sans émotions de la façon dont mon père a considéré mon départ précipité du ministère de la justice à la conservation des hypothèques. Bien qu'il ait été blessé et que je n'aie pas rempli les espoirs qu'il avait placés dans ma carrière professionnelle, bien qu'il ne puisse s'empêcher d'être triste de voir que j'étais volontairement en détresse pour pouvoir devenir musicien, il ne m'a jamais donné l'impression qu'il était mécontent de moi. Il se renseignait chaleureusement de mes intentions et plans et les encourageait de toutes les façons possibles. Comment me serais-je senti si le destin m'avait donné un père despote et tyran, comme en avaient eu de nombreux musiciens ? »

## Sources
- (ru) Dictionnaire biographique russe Modèle:ВТ-РБС
- (ru) Бабушкинский район